# Lindsay Gauld
Lindsay Gauld (nascido em 14 de maio de 1948) é um ex-ciclista canadense. Ele representou o Canadá nos Jogos Olímpicos de Verão de 1972, em Munique.